# Geoffrey Beevers
Geoffrey Beevers (* 15. Januar 1941 in Chichester, Sussex, Vereinigtes Königreich) ist ein britischer Schauspieler.

## Leben
1970 bis 1981 war Geoffrey Beevers als Master in der britischen Fernsehserie Doctor Who zu sehen. Er war damit der dritte Darsteller der den Master, einen Gegenspieler des Doktors spielte. Es folgten viele weitere Auftritte in Film und Fernsehen. So war er zum Beispiel in dem Fernsehfilm MacGyver – Jagd nach dem Schatz von Atlantis zu sehen. Dieser beruhte auf der erfolgreichen Fernsehserie MacGyver. 1995 stellte er Harroldson in dem Film Downtime dar. Außerdem spielte er Brian Rutherford in zwei der P.R.O.B.E. Filmen.
Neben seinen Auftritten in Film und Fernsehen war Beevers auch als Theaterschauspieler tätig. 2012 stellte er Fray Antonio in dem Theaterstück The Heresy of Love dar. Im Jahr 2015 war er neben Helen Mirren in Peter Morgans Theaterstück The Audience zu sehen. Außerdem schreibt er auch Theaterstücke und führt Regie. Unter anderem schrieb er eine Adaption von George Eliots Roman Middlemarch.  Für seine Adaption von George Eliots Adam Bede gewann er den Time Out Award.
Geoffrey Beevers war, bis zu deren Tod, mit der Schauspielerin Caroline John verheiratet. Das Paar hatte eine Tochter und zwei Söhne. Am 5. Juni 2012 starb seine Frau an Krebs.

## Filmografie (Auswahl)
- 1970, 1981: Doctor Who (Fernsehserie, 5 Folgen)
- 1982: Stalky & Co. (Miniserie, 3 Folgen)
- 1982: Victor/Victoria
- 1983: Der Fluch des rosaroten Panthers (Curse of the Pink Panther)
- 1984: Das Juwel der Krone – Ans andere Ufer (The Jewel in the Crown, Miniserie, 7 Folgen)
- 1988: A Very British Coup (Fernsehserie, 3 Folgen)
- 1988: Inspektor Wexford ermittelt (Ruth Rendell Mysteries, Fernsehserie, 3 Folgen)
- 1989: Agatha Christie’s Poirot (Fernsehserie, Folge Problem at Sea)
- 1989: Inspektor Morse, Mordkommission Oxford (Inspector Morse,  Fernsehserie, 1 Folge)
- 1992: A Time to Dance (Fernsehserie, 3 Folgen)
- 1993: Century
- 1994: Seaforth (Fernsehserie, 4 Folgen)
- 1995: Downtime
- 1995–1996: P.R.O.B.E. (Filmreihe, 2 Filme)
- 1997: The Woodlanders
- 1997: Silent Witness (Fernsehserie, 2 Folgen)
- 1998: Monk Dawson
- 1999: Boyz Unlimited (Fernsehserie, 3 Folgen)
- 1999: G:MT – Greenwich Mean Time
- 2003: Morphium (Fernsehserie Agatha Christie’s Poirot, Folge Sad Cypress)
- 2004: Down to Earth (Fernsehserie, 3 Folgen)
- 2005: Fragile (Frágiles)
- 2006: Miss Potter
- 2008: Edge of Love – Was von der Liebe bleibt (The Edge of Love)
- 2008: Vicar
- 2010: Kampf der Titanen (Clash of the Titans)
- 2010: The Kid
- 2011: Foster
- 2013: National Theatre Live: The Audience
- 2015: Legend
- 2025: Sandman (The Sandman, Fernsehserie, 1 Folge)